# ギヨーム1世 (ノルマンディー公)
ギヨーム1世（フランス語：Guillaume Ier, 893年頃 - 942年12月17日）は、ノルマンディー公（在位：925年頃 - 942年）。剣術に秀で、ノルマン人風の短剣ではなくフランク人風の長剣を好んだことから「長剣公」（Longue-Épée）と呼ばれる。初代ノルマンディー公に封じられたロロ（徒歩のロールヴ）の息子。

## 生涯
ギヨーム1世の生い立ちについてはほとんど知られていない。ロロがノルマンディーに定住する前にヴァイキングの支配地域のどこかで生まれた。母親についてはバイユー伯の娘でポッパという名前で、彼女がキリスト教徒であったという記録のみが残っている。ギヨームの死を悼んだ挽歌によれば、ギヨームはキリスト教徒として洗礼を受けたという。
ギヨームは925年 - 928年頃に父から公位を嗣いだ。その直後に彼があまりにフランク人化したと考えた家臣から反乱を起こされたらしいが、経過ははっきりしない。939年からギヨーム1世はフランドル伯アルヌール1世と領土を巡って戦った。この争いは西フランク王ルイ4世も巻き込んだ。
ヴェルマンドワ伯エルベール2世の娘リューガルドと結婚したが間に子はなく、側室スプロタとの間にリシャール1世が生まれた。
942年、ギヨーム1世は交渉の席でアルヌール1世の部下によって暗殺された。公位は息子のリシャール1世が嗣いだ。